# Inhibiteur de la 4-hydroxyphénylpyruvate dioxygénase
Les inhibiteurs de la 4-hydroxyphénylpyruvate dioxygénase (inhibiteurs de la HPPD) sont une classe d'herbicides qui bloquent la 4-hydroxyphénylpyruvate dioxygénase, enzyme des plantes qui décompose un acide aminé, la tyrosine, en composants permettant de synthétiser d'autres molécules dont les plantes ont besoin.
Ce processus de dégradation, ou catabolisme, et de synthèse de nouvelles molécules à partir des éléments qui en résultent, ou biosynthèse, est présent chez tous les êtres vivants.
Les inhibiteurs de la HPPD ont été commercialisés dès 1980, bien que leur mécanisme d'action n'ait pas été compris avant la fin des années 1990.
Ils ont été d'abord utilisés principalement au Japon pour la production de riz, mais depuis la fin des années 1990 on les a utilisés en Europe et en Amérique du Nord chez le maïs, le soja et les céréales, et depuis les années 2000 ils ont pris de l'importance avec l'apparition de mauvaises herbes résistantes au glyphosate et à d'autres herbicides.
Des variétés de plantes cultivées génétiquement modifiées, dotées de la résistance aux inhibiteurs de la HPPD, sont en cours de mise au point.
La nitisinone est un médicament autorisé et commercialisé, pour traiter une maladie orpheline, la tyrosinémie type 1. Cette molécule, appartenant à la même classe chimique, a d'abord été étudiée dans le but de créer un herbicide.
Les inhibiteurs de la HPPD peuvent être classés en trois groupes chimiques fondamentaux : les pyrazolones, les tricétones et les dicétonitriles. La classe des tricétones est basée sur une substance chimique, la leptospermone, que certaines plantes produisent pour se défendre ; cette classe a été étudiée par des scientifiques travaillant pour des entreprises qui ont par la suite rejoint Syngenta. La société Bayer CropScience a également été active dans la mise au point de nouveaux inhibiteurs de la HPPD.

## Mode d'action
Le mécanisme d'action des inhibiteurs de la HPPD était mal compris au moment de leur mise sur le marché, en 1980, et pendant les vingt années qui ont suivi.
On considérait à l'origine qu'il s'agissait d'inhibiteurs de la protoporphyrinogène oxydase (protox).
La 4-hydroxyphénylpyruvate dioxygénase (HPPD) est une enzyme présente chez les plantes et les animaux qui catalyse le catabolisme d'un acide aminé, la tyrosine. 
Une moindre dégradation de la tyrosine a trois conséquences négatives chez les plantes : freinage de la croissance par excès de tyrosine, symptômes de stress oxydant en raison du manque de tocophérols (vitamine E) et destruction de la chlorophylle par défaut de caroténoïdes qui la protègent. 
Les plantes se décolorent sans déformation du fait d'une perte complète de la chlorophylle, ce qui a conduit à classer ces composés comme « herbicides décolorants », à l'instar des inhibiteurs de protox,,.
Plus précisément, l'inhibition de la HPPD empêche la formation d'un produit de dégradation, l'acide homogentisique, qui est un précurseur essentiel de la biosynthèse des tocophérols et de la plastoquinone.
La plastoquinone est chez les plantes un co-facteur essentiel de la formation des caroténoïdes, qui protègent la chlorophylle de la destruction par la lumière du soleil.
Cette classe d'herbicides est l'une des dernières découvertes d'un nouveau mode d'action herbicide dans la vague de découverte qui a pris fin à la fin des années 1990,.